# کولانوتپس
کولانوتپس (به قزاقی: Kulanotpes) یک رود در قزاقستان است که در استان قراغندی واقع شده‌است.